# Roger Baeten
Roger Baeten (Hasselt, 10 mei 1951) is een Belgische zanger. Baeten had in de jaren ‘70 twee kleine hitjes in de BRT Top 30. 
Baeten haalde een eerste plaats in de talentenjacht Ontdek de ster versie 1971 met het liedje I believe. Een jaar nadien deed Baeten mee aan de Knokkecup waar hij deel uitmaakte van de Belgische ploeg. Zijn grootste hit was Blijf je bij mij waarmee hij in het begin van 1974 acht weken op de eerste plaats stond in de Vlaamse top 10. Onder de naam Roger Baaten was hij eveneens actief in Duitsland.
Na een aantal singles hoorde men een tijd niets van hem, maar hij kwam in het begin van de jaren 1980 terug onder het pseudoniem B. Rodgers. Met de single Love you, my love won hij in 1984 de Radio 2 Zomerhit.
Baeten is de ontdekker van Axelle Red, toen nog Fabienne Demal. Hij produceerde vanuit zijn studio in Hasselt (België) ook Salim Seghers, Phil Kevin, Danny Fabry, Conny Fabry, Pascal Laurent en Mieke Gijs.
Blijf je bij mij werd later nog gezongen door de andere Vlaamse zangers Danny Fabry (1990) en Laura Lynn (2006). 

## Discografie

### Als Roger Baeten
- 1972: I believe
- 1972: Als je liefde wil
- 1973: Liefde zonder liefde
- 1973: Blijf je bij mij
- 1974: Ik zal je nooit meer vergeten/ Een mooie brief
- 1974: Ik voel me goed zo dicht bij jou
- 1975: Oh Marjolijntje

### Als Roger Baaten
- 1974: Bleib doch bei mir/Ich kann dich nie mehr vergessen
- 1974: Wie am ersten Tag
- 1975: Der Schlüssel zum Paradies
- 1976: Frag nie warum

### Als B. Rodgers
- 1982: I feel so good
- 1983: Tonight
- 1983: Love you, my love